# 김정욱 (1984년)
김정욱(金正旭, 1984년 2월 1일~)는 재일 한국인 축구인이다. 현역 시절 미드필더와 공격수 자리에서 뛰었으며, 은퇴 후 2013년부터 비셀 고베 축구 학교 코치진을 지내고 있다.